# Podolanka (Pologne)
Pour les articles homonymes, voir Podolanka.
Podolanka (prononciation : [pɔdɔˈlaŋka]) est un village polonais de la gmina de Terespol dans le powiat de Biała Podlaska de la voïvodie de Lublin dans l'est de la Pologne, à la frontière avec la Biélorussie.
Le village comptait approximativement une population de 65 habitants en 2010.

## Histoire
De 1975 à 1998, le village est attaché administrativement à la voïvodie de Biała Podlaska.

Depuis 1999, il fait partie de la voïvodie de Lublin.